# Peter Hartung
Peter-Alexander Hartung (* 5. September 1973) ist ein ehemaliger deutscher Eishockeyspieler, der unter anderem für den EV Füssen, TSV Erding und Iserlohner EC in der zweithöchsten deutschen Spielklasse aktiv war.

## Karriere
Im Alter von acht Jahren begann Peter Hartung beim EV Füssen mit dem Eishockeyspielen. Er durchlief die Nachwuchsmannschaften des Vereins und war unter anderem mit dem U20-Team in der Junioren-Bundesliga aktiv. Für die U20-Nationalmannschaft nahm er an der Junioren-Weltmeisterschaft 1992 teil, die in Füssen stattfand. Bereits in der Spielzeit 1991/92 war er auch zu seinen ersten Einsätzen im Seniorenbereich gekommen. Nach dem Abstieg in die Oberliga entwickelte sich der Stürmer zu einem Stammspieler des EV Füssen in der Oberliga und ab der Saison 1994/95 auch in der neu geschaffenen, zweitklassigen 1. Liga.
Hartung verließ seinen Heimatverein im Jahr 1996 und schloss sich dem Ligakonkurrenten TSV Erding an. Nachdem er ein Jahr später einen Studienplatz an der Ruhr-Universität Bochum erhalten hatte, wechselte er zur Saison 1997/98 zum Iserlohner EC. Doch schon im Dezember 1997 kehrte er aus privaten Gründen nach EV Füssen zurück, der zwischenzeitlich in die 2. Liga abgestiegen war. Nach einer Saison ohne Verein fing er im Herbst 1999 bei der ESG Herne in der fünftklassigen Landesliga NRW wieder mit dem Eishockey an und stieg im Jahr 2001 mit der Mannschaft in die Regionalliga auf.
Nach dem Ende seines Studiums zog er wieder nach Füssen, verletzte sich aber schon im ersten Training, sodass er nach nur wenigen Spielen für seinen Heimatverein seine Karriere beenden musste.

## Erfolge und Auszeichnungen
- 2001 Aufstieg in die Regionalliga mit der ESG Herne

## Karrierestatistik

### International
Vertrat Deutschland bei:
- U20-Junioren-Weltmeisterschaft 1992

(Legende zur Spielerstatistik: Sp oder GP = absolvierte Spiele; T oder G = erzielte Tore; V oder A = erzielte Assists; Pkt oder Pts = erzielte Scorerpunkte; SM oder PIM = erhaltene Strafminuten; +/− = Plus/Minus-Bilanz; PP = erzielte Überzahltore; SH = erzielte Unterzahltore; GW = erzielte Siegtore; 1 Play-downs/Relegation; Kursiv: Statistik nicht vollständig)